# Ильес, Салим
Салим Ильес (араб. سليم ايلاس ‎ род. 14 мая 1975, в Оране, Алжир) — алжирский пловец. Серебряный и бронзовый призёр Чемпионата мира на короткой воде, пятикратный чемпион Всеафриканских игр.

## Карьера
Первым крупным международным стартом стали для Салима Ильеса Всеафриканские игры 1995 года, где он стал чемпионом на дистанции 100 м свободным стилем. В 1996 году принимал участие в своих первых Олимпийских играх, но особых успехов не добился.
В 1999 году на Всеафриканских играх в Йоханнесбурге завоевал серебряную (100 м свободным стилем) и бронзовую (200 м свободным стилем) награды.
Ильес участвовал в Олимпийских играх 2000 года в Сиднее. Лучшее место — тринадцатое, на дистанции 100 вольным стилем.
В 2002 году на Чемпионате мира на короткой воде в Москве алжирец стал третьим на дистанции 100 м свободным стилем и получил бронзовую медаль.
В 2003 году стал двукратным чемпионом Всеафриканских играх, победив на дистанции 50 и 100 м вольным стилем.
На Олимпийских Играх-2004 в Афинах на дистанции 50 м вольным стилем пробился в финальный заплыв и занял последнее, восьмое место. В октябре того же года на Чемпионате мира на короткой воде в Индианаполисе выиграл серебряную медаль на дистанции 100 м вольным стилем.
В 2006 году на Чемпионате Африки в Дохе стал двукратным чемпионом соревнований.
В 2007 году спортсмен выиграл две золотые награды на Всеафриканских играх, проходивших на родине в Алжире.
Участвовал в Олимпийских играх 2008 года в Пекине, но в финальный заплыв не попал.